# Solución de Hartmann
La solución de Hartmann o lactato de sodio compuesto es una solución isotónica en relación con la osmolaridad de la sangre, usada para terapia intravenosa. Es casi idéntica a la solución láctica de Ringer pues las composiciones iónicas difieren sólo ligeramente.

## Composición
Un litro de solución Hartmann contiene:
| Electrolito | Concentración (mEq) | Osmolaridad (mmol/L) |
| ----------- | ------------------- | -------------------- |
| Sodio       | 131                 | 131                  |
| Cloro       | 111                 | 111                  |
| Lactato     | 29                  | 29                   |
| Potasio     | 5                   | 5                    |
| Calcio      | 4                   | 2                    |
| TOTAL       | TOTAL               | 279                  |

Por lo general, el sodio, cloro, potasio y lactato se obtienen del NaCl (cloruro de sodio), NaC3H5O3 (lactato de sodio), CaCl2 (cloruro de calcio), y del KCl (cloruro de potasio).

## Contraindicaciones
La solución Hartmann está contraindicada en pacientes con diabetes mellitus por razón de que uno de los isómeros del lactato es gluconeogénico, es decir, promueve la producción de glucosa. 

## Indicaciones
En pacientes quirúrgicos selectivos, la precarga de fluidos corporales con 500 ml de solución Hartmann disminuye la incidencia y severidad de la hipotensión arterial posquirúrgica y reduce la necesidad de medicamentos adicionales como la efedrina después de una anestesia peridural.
Un estudio de pacientes hospitalizados en una Unidad de Cuidados Intensivos y que reciben fluido terapia intravenosa, el uso de solución Hartmann en comparación con el uso de soluciones salinas hipotónicas glucosadas en las primeras 48 horas, se asocia a diferencias estadísticamente significativas en la evolución del sodio (previene disminuciones significativas en el valor plasmático de sodio y así prevendría el desarrollo de hiponatremia), del pH y del bicarbonato (previene disminuciones significativas en los valores arteriales de ambos y así prevendría el desarrollo de acidosis metabólica) y del pCO2 (previene disminuciones significativas en sus valores arteriales) y por ende, resultó ser la más adecuada en este tipo de pacientes.